# Aleksander z Feraj
Aleksander z Feraj (zm. 358 p.n.e.) tyran  tessalskiego miasta Feraj.
Następca Jazona z Feraj, prowadził wojny ze Związkiem Beockim, kierowanym przez Pelopidasa. W 367 p.n.e. Aleksander podstępnie uwięził Pelopidasa i Ismaniasa, zapewniając sobie sojusz z Atenami przeciwko wojskom beockim. W odpowiedzi Teby wysłały ok. 9 tys. wojowników przeciwko Aleksandrowi, który unikał walnej bitwy. Dopiero Epaminondasowi udało się uwolnić z rąk Aleksandra tebańskich wodzów. W 365 p.n.e. Teby na wezwanie przeciwników politycznych Aleksandra ponownie wysłały wojska przeciw tyranowi. Do bitwy z Aleksandrem doszło pod Kynoskefalaj, w czasie której  śmiertelnie ranny został Pelopidas. Jeździe beockiej udało się przełamać szeregi wojsk Aleksandra, a w czasie pościgu zginęło prawie 3000 jego żołnierzy. Jesienią 364 p.n.e. nowa armia beocka zamknęła Aleksandra w Feraj i zmusiła go do uległości. Tyran zobowiązał się wysyłać kontyngent wojska dla Związku Beockiego. Aleksander został zabity przez własną żonę.